# Серакув (гміна)
Гміна Серакув (пол. Gmina Sieraków) — місько-сільська гміна у північно-західній Польщі. Належить до Мендзиходського повіту Великопольського воєводства.
Станом на 31 грудня 2011 у гміні проживало 8786 осіб.

## Територія
Згідно з даними за 2007 рік площа гміни становила 203.31 км², у тому числі:
- орні землі: 29.00%
- ліси: 59.00%

Таким чином, площа гміни становить 27.60% площі повіту.

## Населення
Станом на 31 грудня 2011:
| Опис     | Загалом | Загалом | Чоловіки | Чоловіки | Жінки | Жінки |
| -------- | ------- | ------- | -------- | -------- | ----- | ----- |
| одиниця  | осіб    | %       | осіб     | %        | осіб  | %     |
| все      | 8786    | 100     | 4339     | 49.39    | 4447  | 50.61 |
| міське   | 6120    | 100     | 3000     | 49.02    | 3120  | 50.98 |
| сільське | 2666    | 100     | 1339     | 50.23    | 1327  | 49.77 |

## Сусідні гміни
Гміна Серакув межує з такими гмінами: Вронкі, Дравсько, Дрезденко, Квільч, М'єндзихуд, Хжипсько-Вельке.